# Neosybra flavovittata
Neosybra flavovittata là một loài bọ cánh cứng trong họ Cerambycidae.